# 유각경
유각경(兪珏卿, 1892년~1966년 9월 7일)은 일제강점기의 사회운동가, 여성운동가, 기독교 운동가이다. 근대 한국의 개신교 계열 여성 인사의 한 사람으로, 유성준의 딸이자 유길준의 조카이며 유만겸, 유억겸의 사촌 누이이다. 제1공화국의 정치인이다. 본관은 기계(杞溪)이다.
1910년에 정신여학교를 졸업한 뒤 장로교의 주선으로 집안의 반대를 무릅쓰고 베이징에 유학했다 귀국, 유치원을 운영하였다. 한때 신간회와 근우회에서도 활동하였으나 일제 강점기 후반에 조선여자기독교절제회 회장, 조선예수교장로회의 여전도회 회장을 지내는 동안 일제에 협력했다는 의혹이 있다. 광복 이후에는 우익 정치 활동에 참여하여 이승만을 지지하였으며, 자유당의 간부를 지내기도 했다.

## 생애

### 생애 초기
유각경은 대한제국 시절 개화파의 거두였던 유길준의 조카로, 유만겸, 유억겸에게는 사촌 누이가 된다. 한성부에서 일찍 개화한 집안에서 태어난 그는 유길준의 동생인 아버지 유성준을 따라 기독교에 입문했다. 유성준은 양반 가문에서 태어나 옥중에서 성서를 읽고 독실한 기독교인이 된 인물이며, 일제 강점기에 도 참여관과 중추원 참의를 지내 친일파로 분류된다.
1910년에 정신여학교를 졸업한 뒤 장로교의 주선으로 집안의 반대를 무릅쓰고 베이징에 유학했다. 이때 그는 나중에 좌익 여성 운동가가 되는 유영준 등과 함께 협화여자전문학교에서 수학했는데, 유아 교육을 전공하여 귀국한 뒤에 유치원을 세우고 운영하는 일에 적극 나섰다.

### 교육, 신앙 활동
1914년 귀국하여 모교에서 교사로 일하면서 김필례, 김활란과 함께 조선여자기독교청년회연합회(YWCA)를 조직했다. 신간회에는 김활란과 함께 여성 대표로 참가하였고, 1927년 근우회(회장 김활란)를 설립했다. 부회장을 맡아 활동했다. '근우회(槿友會)'라는 이름을 처음 제안한 사람이 유각경인 것으로 알려져 있다.
이후 YWCA 회장과 조선여자기독교절제회 회장, 조선예수교장로회의 여전도회 회장을 지내는 동안 일제에 협력한 의혹이 있다. 2008년 민족문제연구소가 친일인명사전에 수록하기 위해 정리한 친일인명사전 수록예정자 명단에 선정되었다. 이 명단에는 그의 사촌들인 유만겸, 유억겸과 아버지 유성준도 함께 포함되어 있다. 2009년 친일반민족행위진상규명위원회가 발표한 친일반민족행위 705인 명단에 포함되었다.
유각경은 1938년 조선YWCA가 일본YWCA에 흡수 통합될 때 이를 주도하였고, 친일 단체 애국금차회(1938)에 간사로 참여하였으며, 조선임전보국단 부인대에 가담하여 각종 연설회에 초청 받아 친일 연설을 했다. 여유있는 환경의 명문가에서 태어나 자란 그는 명랑한 성격이었고 늘 자신감이 넘치는 연설을 해 명연설가로 꼽혔던 것으로 전해진다.

### 생애 후반
광복 직후에는 근우회 출신들이 대거 포함된 좌우 연합 여성 단체 건국부녀동맹에 참가했으나, 사회주의 계열과의 의견 차이로 곧 탈퇴하였고 우익 여성 단체인 한국애국부인단을 조직했다. 그 뒤 1948년의 남북협상론과 단정 수립론이 나타났을 때는 이승만의 단정 수립론을 지지하였다.
이후로 장로교 여성계를 대표하여 이승만을 측면에서 지원하면서 자유당에 참가, 자유당 중앙위원을 지냈다.

## 가족 관계
- 증조부 : 유치홍(兪致弘)
  - 종조부 : 유진태(兪鎭泰), 멕시코로 이민[3]
  - 할아버지 : 유진수(兪鎭壽)
  - 할머니 : 전주 이씨, 이경직의 딸
    - 백부 : 유회준(兪會濬)
      - 사촌 오빠 : 유옥겸(兪鈺兼)

    - 중부 : 유길준(兪吉濬)
      - 사촌 오빠 : 유억겸(兪億兼)
      - 사촌 오빠 : 유만겸(兪萬兼)
      - 아버지 : 유성준(兪星濬)

## 같이 보기
- 신간회
- 근우회
- 조선여자기독교청년회연합회
- 조선임전보국단
- 유성준
- 유길준
- 윤치호
- 이승만
- 자유당

## 참고자료
- 반민족문제연구소 (1993년 2월 1일). 〈유성준 유만겸 유억겸 : 유길준의 양면성 ‘극복’한 유씨 일가의 친일상 (김도형)〉. 《친일파 99인 1》. 서울: 돌베개. ISBN 9788971990117.
- 안동교회 역사편찬위원회 (2001년 8월). 〈제3장 안정과 시련기 (1927 - 1939)〉 (PDF). 《안동교회 90년사》. 서울: 안동교회.[깨진 링크(과거 내용 찾기)]